# Ipsen Group
Ipsen S.A. ist ein global agierendes biopharmazeutisches Unternehmen.
Das Unternehmen wurde 1929 in Dreux, Frankreich gegründet. Der heutige Firmensitz befindet sich in Paris. Der Deutschlandsitz in München.
Das Unternehmen ist über die Highrock S.àr.l. zu 26,03 % im Familienbesitz der Familie Beaufour, beschäftigt rund 4.500 Mitarbeiter und ist das drittgrößte Pharmaunternehmen Frankreichs.
Zu den von Ipsen Group hergestellten Medikamenten gehören unter anderem in der
- Onkologie – Cabometyx und Cometriq (Cabozantinib), Decapeptyl (Triptorelin)
- Endokrinologie – Somatuline (Lanretoid, ein Somatostatin-Analogon), NutropinAq (Somatropin), Testim (Testosteron-Gel)
- neuromuskularen Störungen – Dysport (Botulinumtoxin A).
- Hepatologie - Elafibranor zur Therapie der primär biliären Cholangitis.

## Stiftung und Preise
Die Ipsen-Stiftung (Fondation Ipsen) vergibt verschiedene Wissenschaftspreise.
- Seit 1990 den mit 60.000 Euro dotierten Neuronal Plasticity Prize.
- Seit 1992 den mit 20.000 Euro dotierten Jean-Louis-Signoret-Preis für Neuropsychologie.
- Seit 1996 den mit 20.000 Euro dotierten Longevity Prize.
- Seit 2002 den mit 20.000 Euro dotierten Endocrine Regulation Prize.